# 玫瑰之夜
《玫瑰之夜》（Nights of the Rose）是1990年代台灣電視公司紅極一時的星期六晚間十點檔（22點整播出）綜藝節目，總集數為336集，首播期間為1991年10月19日至1998年8月22日，播出時間為每週六晚間22：00-23：30（每集時長不一），1993年7月起改為每周六22:10首播，製作單位鑫凱傳播，製作人俞凱爾、唐蔚芸、張曼芸，企劃周喜蘭，從開播到停播都任用台視大樂團現場伴奏。（註：1997年1月18日原音重現張雨生和張惠妹部分的伴奏樂團為Relex放輕鬆樂團。）

## 提要
1991年10月19日22:00，《玫瑰之夜》播出第1集，俞凱爾、唐蔚芸擔任製作人，李茂山、方芳芳擔任主持人，謝鵬雄企劃，台視大樂團團長楊水金之弟楊清季指揮台視大樂團伴奏，曲威導播。
1993年，方芳芳與可颂食品董事长陳行青（丹尼爾）結婚，《玫瑰之夜》錄影轉播婚禮，俞凱爾擔任司儀。
1993年3月10日，台視企劃組說，台視星期六晚間大型綜藝節目《龍兄虎弟》開播後，《玫瑰之夜》播出時間提前為星期六21:30以與中國電視公司綜藝節目《香蕉新樂園》對打，原時段的三個台視影集《我的這一班》、《忍者一條龍》、《轟雷龍虎鳳》將被暫停播出或更改播出時段。
《玫瑰之夜》製作當中不斷地求新求變，最大特色在於其是台灣電視史上最先開設靈異單元的節目，並引起當時電視界熱潮。
1997年3月24日，友松傳播創辦人薛聖棻認為，《玫瑰之夜》與中視綜藝節目《金嗓金賞》無論在內容或架構上都是完全的自創，風格清新、製作用心，在抄襲成風的電視圈來說，更是節目製作應該鼓勵的方向。
《玫瑰之夜》停播之後，俞凱爾找回曾慶瑜，讓她與曹啟泰合作主持接檔節目《超人氣大現場》（播映期間：1998年9月12日～1998年12月12日）。不料，曹啟泰公開批評曾慶瑜「垂簾預」《超人氣大現場》，再加上《超人氣大現場》收視率始終不見起色，《超人氣大現場》只做了11集就被腰斬。俞凱爾的鑫凱傳播，最後被賣給東森電視。《玫瑰之夜》編劇小組成員趙家琪，曾經與俞凱爾共同擔任台視綜藝節目《綜藝狂想曲》製作人，日後成為中天電視節目部經理。
台視國際台曾經重播《玫瑰之夜》，重新製作字幕。2018年2月5日，YouTube「台視官方頻道」開始發布《玫瑰之夜》台視國際台重播版；2019年1月刪除。
《玫瑰之夜》與1980年代台視音樂節目《玫瑰的夜晚》（凌峰主持）無淵源關係。

## 主持人
- 第一代：李茂山、方芳芳（1991.10.19～1993）
- 第二代：澎恰恰、曾慶瑜（1993～1997）
- 第三代：澎恰恰、高怡平（1997～1998）

## 單元介紹
開場
每集的開場，無官方名稱。早期開場是先由台視大樂團奏開場樂，音樂隨開場主題而定，不一定每集相同，主持人隨後唱歌出場。唱歌完後就聊一些時事，介紹特別來賓，並訪問歌星。
〈點歌心情〉
第8集開始。本單元是李茂山時期的單元，讓喜歡聽歌曲的觀眾可以寄信點歌，將由音樂磁場孫建平以及Sweet Style在節目中演唱。雖然澎恰恰接手後此單元已結束，但是該團體仍然在節目後半段演唱，中途重組期間曾暫停演出幾集。
〈玫瑰歌中劇〉
李茂山時期的單元，就是以一個劇到達一個點，下一首歌曲是歌手當紅的歌曲下歌。到澎恰恰時期，變成是有點類似那卡西的歌中劇。
1997年10月8日，播出的劇目是〈恰恰歌舞團〉，內容是張雨生與澎恰恰扮演的兩個歌舞團的團長搶地盤；張雨生在劇中演唱自己作詞作曲的國語歌曲〈一想到你呀〉，也演唱幾首台灣原住民歌曲，並與澎恰恰飆高音。
〈迷歌迷姊〉
李茂山時期的歌中劇單元。每集開頭是該集來賓與台視大樂團在彩排《玫瑰之夜》錄影，李茂山與方芳芳扮演兩位小學生來參觀錄影，向來賓索取簽名並與來賓合照，然後是即興訪問來賓，最後以來賓打歌作結。
〈黑狗兄的純情曲〉
澎恰恰時期的歌中劇單元。
〈玫瑰約會〉
曾慶瑜主持的人物訪談單元，屬於外景單元，以「一對一」方式訪問歌星、政商名流等人物，聊他們平常的生活及過去。
〈鬼話連篇〉
台灣電視史上第一個靈異單元，具有非常高的收視率，也是臺灣靈異節目的始祖，是在澎恰恰、曾慶瑜時期出現的單元，以「靈異照片」與「靈異故事」為兩大主軸。本單元固定邀請藝人和觀眾來講鬼故事，當時也開放觀眾將「靈異照片」寄來台視，由中國禪坐養生學會（2002年改為中國仙教會）理事長「玄真宗師」邱豐森與攝影暗房專家鄭景仁從各自觀點一一解說。晚期出現〈靈異卡通〉單元，播映日本富士電視系電視動畫《花子來了》。
本單元曾經有觀眾投稿開場白，以「鬼話連篇」四字開頭：「鬼魂漂浮在人間，話說陰陽兩界間，連接三度空間情，翩翩綵衣化成仙。」
澎恰恰在該單元錄影時被神明附體，許效舜在該單元錄影時看到鬼魂在攝影棚內來回遊盪，以及當時駭人驚魂的鬼故事「吳郭魚講話」等，都是當時最熱門的靈異話題。「吳郭魚講話」內容大致是某人正在食用一尾已經煮熟的吳郭魚的時候，這隻理應無法存活的吳郭魚竟然以台語對他說：「魚肉好吃嗎？」
本單元曾單獨出書，往後的數年間在台灣電視圈也掀起一波製作靈異節目的浪潮。之後台視播出特別編輯版《那一年我們一起鬼話連篇》，於2013年8月7日起每周三22:00播出。
〈真相音樂網〉
澎恰恰、曾慶瑜與來賓聊天兼唱歌，開場與結尾時都要眾人一起唱：「美麗的故事，動人的樂章，真相音樂網。」

## 註解
1. ↑  此為〈真相音樂網〉單元佈景中央所用的《玫瑰之夜》英文譯名。
2. ↑  .   [2018-02-08]. （原始内容存档于2020-04-12）.
3. ↑  唐在揚 台北報導，〈龍兄虎弟 可能延後上檔〉，《聯合晚報》1993年3月10日第14版。
4. ↑  耿暄. . 聯合報. 1997-03-25 （中文（臺灣））.
5. ↑  李德珍，〈紅白勝利 演出張雨生的故事〉，《民生報》1997年10月25日13版。原文將「一想到你呀」誤植為「一想到你啊」。

## 外部連結
- YouTube上的玫瑰之夜-鬼話連篇播放列表——台視
- YouTube上的那一年我們一起鬼話連篇 - 集數(1～4) 播放列表——台視

| 臺灣 台視 每週六22：00-23：30 | 臺灣 台視 每週六22：00-23：30                  | 臺灣 台視 每週六22：00-23：30 |
| ----------------------------- | ---------------------------------------------- | ----------------------------- |
|                               | 玫瑰之夜 （1991年10月19日 - 1998年8月22日）    |                               |
| —                             | 超人氣大現場 （1998年9月12日～1998年12月12日） |                               |